# Набережная Мартынова
Набережная Марты́нова — набережная в историческом районе Острова Петроградского административного района Санкт-Петербурга. Широтная магистраль на Крестовском острове. Проходит от Прожекторной улицы до набережной Гребного канала по левому берегу Средней Невки. На восток продолжается Константиновским проспектом, на юг — Бодровым переулком.

## История
Набережная существует с конца XIX века. Изначально проходила только до реки Чухонки (где сейчас начинается Гребной канал), после постройки Гребного канала набережная была продлена по берегу канала до Бычьего острова. Современное название она получила в июле 1939 года в память о Михаиле Ивановиче Мартынове (1882—1919), моряке-балтийце, участнике Гражданской войны, погибшем в Кронштадте. До этого называлась набережной реки Средней Невки.
10 мая 2016 года набережная Мартынова была сокращена до Бодрова переулка. Существовавший проезд по берегу Гребного канала, а также его новое продолжение на запад до Северной дороги получил самостоятельное название набережная Гребного канала. Одновременно утратила название часть набережной Мартынова от Гребного канала на северо-запад на так называемом Безымянном полуострове.

## Пересечения

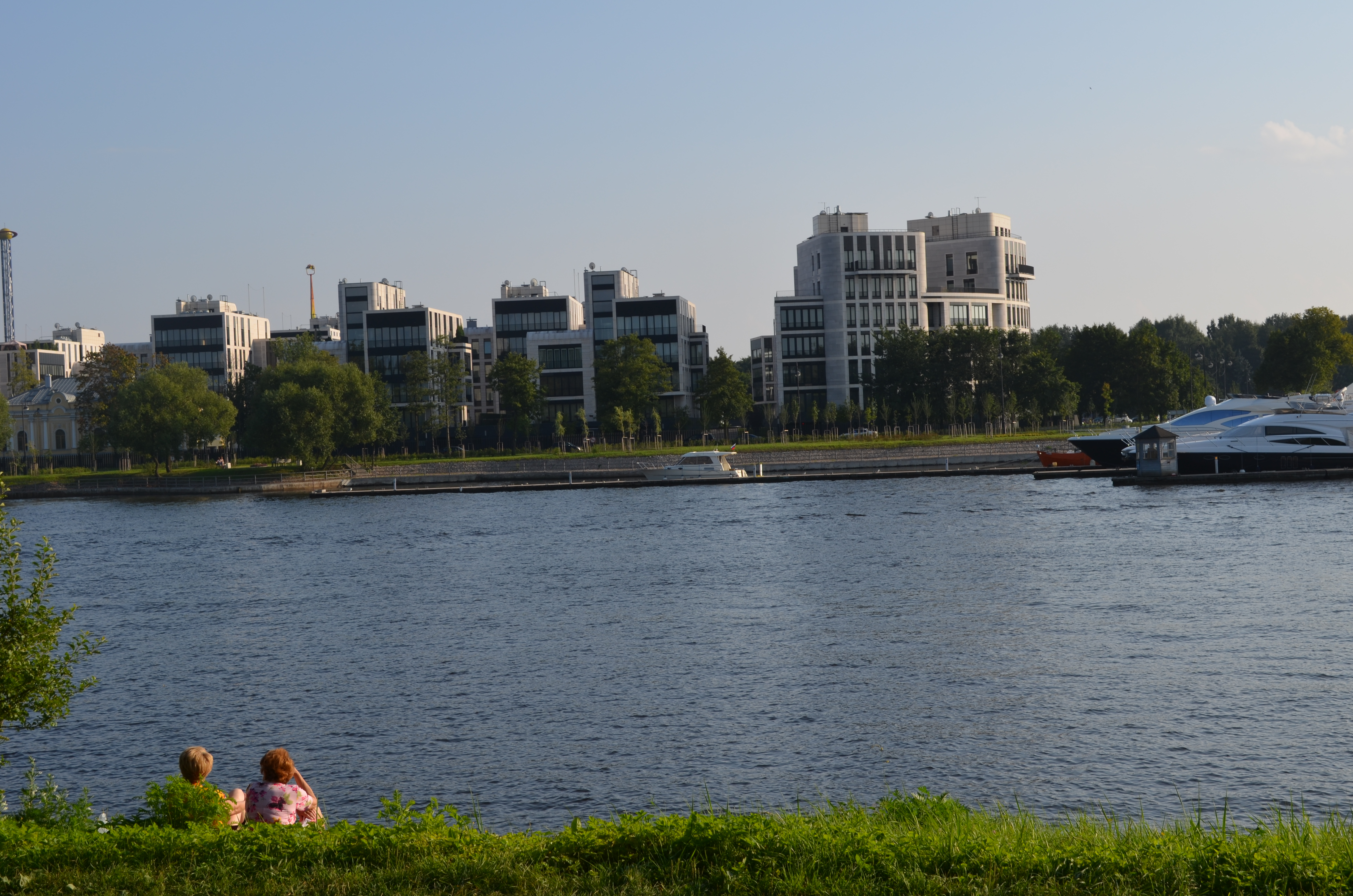
Вид на набережную Мартынова с Елагина острова

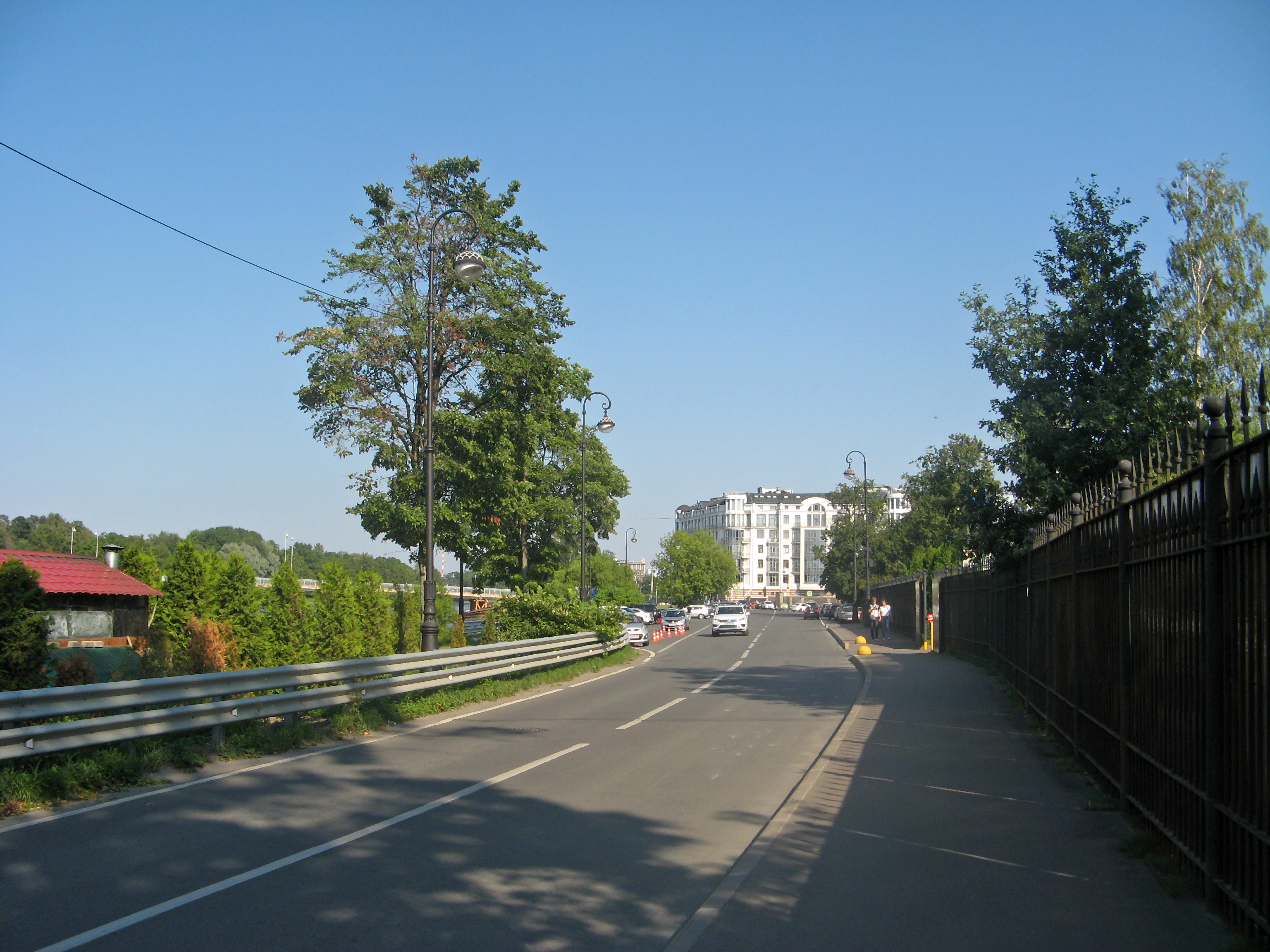
Вид на восток в сторону Рюхиной улицы

С востока на запад (по увеличению нумерации домов) к набережной Мартынова примыкают следующие улицы:
- Прожекторная улица — с переходом набережной Мартынова в Константиновский проспект;
- Депутатская улица — с нечётной стороны;
- Кемский переулок;
- Динамовская улица;
- Рюхина улица — в створе расположен 2-й Елагин мост;
- набережная Гребного канала и Бодров переулок.

## Транспорт
Ближайшая к набережной Мартынова станция метро — «Крестовский остров» 5-й (Фрунзенско-Приморской) линии (около 300 м по Рюхиной улице).
Движение наземного общественного транспорта по набережной отсутствует.
Ближайшие к набережной Мартынова железнодорожные платформы — Старая Деревня (кратчайшее расстояние по прямой — около 1,4 км) и Яхтенная (около 2,2 км по прямой от конца набережной).

## Примечательные здания и сооружения
- Дом № 6  Объект культурного наследия № 7831364000№ 7831364000 — доходный дом С. В. Ершовой (К. Г. Ершова);
- Дом № 16  Объект культурного наследия № 7831365000№ 7831365000 — доходный дом К. Е. Ершова;
- Фруктовый сад (у примыкания Прожекторной улицы к стыку набережной Мартынова и Константиновского проспекта);
- Дом № 40 — Петербургский теннисный клуб им. В. И. Никифорова[6];
- Дом № 60  Объект культурного наследия № 7831366000№ 7831366000 — особняк военного инженера Вадима Стаценко, 1914[7];
- Дом № 64  Объект культурного наследия № 7831367000№ 7831367000 — особняк А. Н. Труворова;
- Гребной канал (у примыкания Бодрова переулка);
- Дом № 92 — морской яхт-клуб[8];